# Liste der Kulturdenkmale in Staupitz (Torgau)
In der Liste der Kulturdenkmale in Staupitz sind die Kulturdenkmale des Torgauer Ortsteils Staupitz verzeichnet, die bis August 2020 vom Landesamt für Denkmalpflege Sachsen erfasst wurden (ohne archäologische Kulturdenkmale). Die Anmerkungen sind zu beachten.
Diese Aufzählung ist eine Teilmenge der Liste der Kulturdenkmale in Torgau.

## Staupitz
| Bild           | Bezeichnung | Lage                   | Datierung                                                      | Beschreibung | ID       |
| -------------- | --- | ---------------------- | -------------------------------------------------------------- | --- | -------- |
| Weitere Bilder | Kirche mit Ausstattung, Kirchhof und Einfriedungsmauer sowie Denkmal für die Gefallenen des Ersten Weltkrieges | Dorfstraße 41a (Karte) | 1. Hälfte 13. Jahrhundert (Kirche); nach 1918 (Kriegerdenkmal) | Saalkirche mit Chor und Dachreiter, Zeugnis der Kirchenbaukunst vom 13. bis zum 17. Jahrhundert, baugeschichtliche und künstlerische Bedeutung. - Saalkirche mit eingezogenem, dreiseitig geschlossenem Chor, Raseneisenstein, verputzt, auf der Nordseite Sakristei, im Inneren Bretterdecke. Die angebaute Sakristei ist mit einem gotischen Gewölbe versehen. Die Kanzel im Innenraum des Kirchenschiffs wurde höchstwahrscheinlich in der Reformation angebracht. Durch das Mauerwerk des Chores wurde der Treppenaufgang zur Kanzel regelrecht durchbrochen. - Kriegerdenkmal Erster Weltkrieg: Stein mit konkaver Rückwand und Einfriedung sowie Schmuckelementen, nischenförmige Anlage, in der Mitte überhöhter Inschriftstein, flankiert von Tafeln mit Eisernem Kreuz und Stahlhelm im Lorbeerkranz, schmiedeeiserner Zaun als vorderer Abschluss | 08967103 |
| Weitere Bilder | Staupitzer Bockwindmühle                                                                                       | Mühlweg 2 (Karte)      | Bezeichnet mit 1807                                            | Fuß und Mühlenhaus, ortsgeschichtlich und technikgeschichtlich von Bedeutung. Windmühlentechnik nicht erhalten, 1990 umgestellt auf Elektrobetrieb, Ruten fehlen, im Inneren (Mehlbalken?) bezeichnet mit „(h) JGP/TMGM/1807“. | 08967102 |

## Tabellenlegende
- Bild: Bild des Kulturdenkmals, ggf. zusätzlich mit einem Link zu weiteren Fotos des Kulturdenkmals im Medienarchiv Wikimedia Commons. Wenn man auf das Kamerasymbol klickt, können Fotos zu Kulturdenkmalen aus dieser Liste hochgeladen werden:
- Bezeichnung: Denkmalgeschützte Objekte und ggf. Bauwerksname des Kulturdenkmals
- Lage: Straßenname und Hausnummer oder Flurstücknummer des Kulturdenkmals. Die Grundsortierung der Liste erfolgt nach dieser Adresse. Der Link (Karte) führt zu verschiedenen Kartendiensten mit der Position des Kulturdenkmals. Fehlt dieser Link, wurden die Koordinaten noch nicht eingetragen. Sind diese bekannt, können sie über ein Tool mit einer Kartenansicht einfach nachgetragen werden. In dieser Kartenansicht sind Kulturdenkmale ohne Koordinaten mit einem roten bzw. orangen Marker dargestellt und können durch Verschieben auf die richtige Position in der Karte mit Koordinaten versehen werden. Kulturdenkmale ohne Bild sind an einem blauen bzw. roten Marker erkennbar.
- Datierung: Baubeginn, Fertigstellung, Datum der Erstnennung oder grobe zeitliche Einordnung entsprechend des Eintrags in der sächsischen Denkmaldatenbank
- Beschreibung: Kurzcharakteristik des Kulturdenkmals entsprechend des Eintrags in der sächsischen Denkmaldatenbank, ggf. ergänzt durch die dort nur selten veröffentlichten Erfassungstexte oder zusätzliche Informationen
- ID: Vom Landesamt für Denkmalpflege Sachsen vergebene, das Kulturdenkmal eindeutig identifizierende Objekt-Nummer. Der Link führt zum PDF-Denkmaldokument des Landesamtes für Denkmalpflege Sachsen. Bei ehemaligen Kulturdenkmalen können die Objektnummern unbekannt sein und deshalb fehlen bzw. die Links von aus der Datenbank entfernten Objektnummern ins Leere führen. Ein ggf. vorhandenes Icon  führt zu den Angaben des Kulturdenkmals bei Wikidata.